# Kerivoula whiteheadi
Kerivoula whiteheadi es una especie de murciélago de la familia Vespertilionidae.

## Distribución geográfica
Se encuentra en Malasia, Filipinas y Tailandia.